# Mark Koussas
Mark Koussas (Sydney, 9 gennaio 1963) è un ex calciatore australiano, di ruolo attaccante.

## Carriera
Vinse una Scarpa d'oro in Australia 1981.

## Palmarès

### Club
- National Soccer League Cup: 2

Sydney Olimpic: 1983, 1985

### Individuale
- Scarpa d'oro del campionato del mondo Under-20: 1

Australia 1981 (4 gol)